# بنبنت

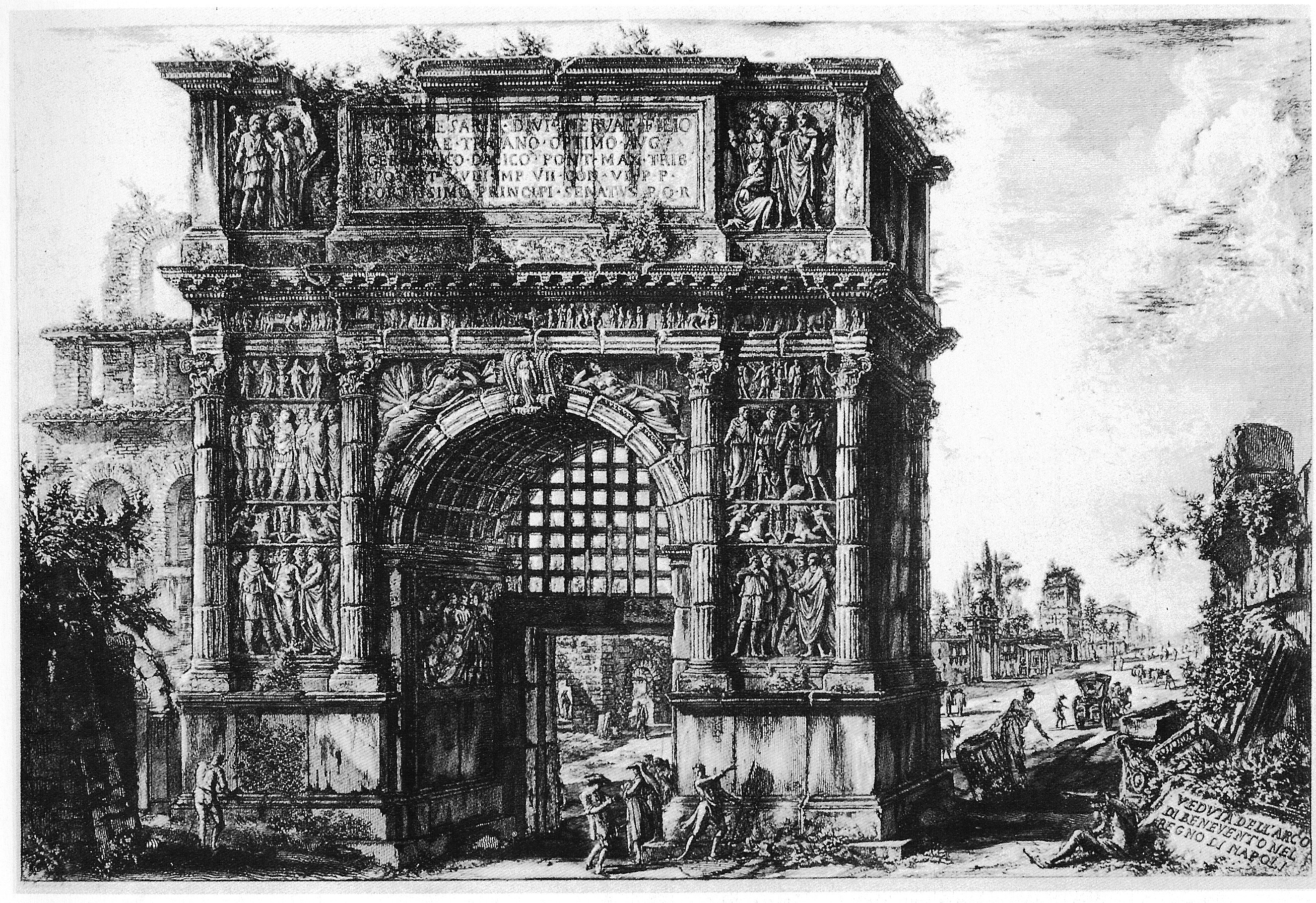
قوس ترايانو

بنفنت أو بنبنت أو بنفنتو أو بينيفنتو (بالإيطالية: Benevento)‏ مدينة جنوب إيطاليا في إقليم كامبانيا، عاصمة مقاطعة بنبنت عدد سكانها 63.026 نسمة، تقع بين نهري ساباتو وكالوري إربينو، محاطة بجبال الأبينيني، تاريخها يرجع إلى عصر الإغريق.
قال في وصفها الادريسي في نزهة المشتاق في اختراق الآفاق: «وبقي لنا أن نذكر بلادا تحصلت في هذا الجزء مما يلي مدينة سلرنو فمنها مدينة بنبنت وأبلينة فمن مدينة سلرنو إلى مدينة أبلينة أربعة وعشرون ميلا في جهة الشمال ومن مدينة بنبنت إلى سلرنو ستون ميلا ومن أبلينة إلى جيبطيرة عشرون ميلا ومن جيبطيرة إلى سلرنو ثلاثون ميلا. ومدينة بنبنت مدينة قديمة أزلية عامرة وأبلينة مدينة صغيرة كالحصن ومن بنبنت في جهة الغرب إلى مدينة سرح ثمانية عشر ميلا ومن منت سرح إلى أرجنت اثنان وثلاثون ميلا.»

## السكان
في سنة 1861 بلغ عدد السكان 19٬222 نسمة، وتطور العدد ليصل في سنة 2011 لـ 61٬489 نسمة.
يظهر هذا المخطط البياني تطور النمو السكاني لـ بنبنت

## التاريخ

### بنبنت القديمة
بينيفينتو وكما عرفت باسم ماليفينتوم كانت أحد أكبر مدن منطقة سامنيوم، وفي فترة لاحقة من أهم مدن جنوب إيطاليا، وكانت تقع على طريق كاسيا على بعد 32 ميلا إلى الشرق من كابوا وعلى ضفاف نهر كالوري. هناك بعض التباين بخصوص انتماء شعبها: بليني ينسبهم إلى الهيربيني؛ ولكن تيتوس ليفيوس يعتبرهم من السامنيت لتميزهم عن الهربيني؛ وبطليموس يتبنى نفس الرأى. وجميع الكُتّاب يتفقون على أنها مدينة قديمة جدا؛ نسب غايوس يوليوس سولينوس وستيفانوس البيزنطي تأسيسها إلى ديوميديس. وعلى عكس ذلك تماما يقول فيستوس أنه قد أسسها أوسون ابن أوليس وكيركي؛ حيث أن التقاليد تشير على أنها كانت مدينة أوسونية قديمة سبقت غزو السامنيت لها؛ ولا بد أنها كانت فعلا قوية، حتى أن الرومان لم يجرؤوا على التعرض لها خلال أول حربين مع سامنيت. ومع ذلك فقد وقعت في أيديهم خلال الحرب السامنيتية الثالثة، ومن المؤكد أنها كانت في قبضة الرومان في عام 274 ق.م، عندما هُزم بيرهوس في معركة بينيفنتيوم التي جرت بالقرب منها أمام القنصل كوريوس دينتاتوس. عام 286 ق.م وهم يسعون إلى تأمين سيطرتهم لأبعد مدى أقاموا مستعمرة رومانية هناك بحقوق لاتينية. وكانت تلك المرة الأولى التي تسمى فيها بينيفينتوم (رياح طيبة)، بعد أن كانت تسمى ماليفينتوم (رياح سيئة)، وهو الاسم الذي اعتبره الرومان نذير شر فحولوه إلى اسم ذو مغزى أكثر تفائلا.

### دوقية بنبنت
نهب توتيلا بنبنت وهدم أسوارها (عام545)، ثم أصبحت مقرا لدوقية لومباردية قوية. ظروف إنشاء دوقية بنبنت مختلف بشأنها، ووفقا لبعض الباحثين فإن اللومبارديين كانوا متواجدين في جنوب إيطاليا قبل الاستيلاء الكامل على وادي البو: وأن الدوقية تأسست في عام 576 من قـِبل بعض الجنود يقودهم زوتو، بشكل مستقل عن ملك اللومبارديين.
خليفة زوتو كان أريكي الأول (توفي عام 640) من دوقية فريولي الذي استولى على كابوا وكروتوني ونهب أمالفي البيزنطية لكنه لم يتمكن من الاستيلاء على نابولي. بعد توليه عرش الإمبراطورية الرومانية الشرقية ترك في جنوب إيطاليا فقط مدن نابولي وأمالفي وغايتا وسورينتو وطرف كالابريا ومدن بوليا البحرية.
في العقود التالية، انتزعت بنبنت بعض الأراضي لصالح الدوقية البيزنطية، ولكن العدو الرئيسي الآن صار المملكة اللومباردية الشمالية نفسها. تدخل الملك ليوتبراندو عدة مرات فارضاً مرشح من عنده لخلافة الدوقية؛ وأعلن خلفه راتكيس دوقيتي سبوليتو وبنبنت دولاً أجنبيةً يـُحظر السفر إليهما بدون إذن ملكي.
بانهيار مملكة اللومبارديين في عام 773، ارتقى الدوق أريكي الثاني إلى الإمارة في ظل إمبراطورية الفرنجة الجديدة، كتعويض عن نقل بعض أراضيه إلى الدولة البابوية. وسمى أحد المؤرخين بنبنت بأنها «بافيا الثانية» بعد فقدان العاصمة اللومباردية. وحدة هذه الإماره لم تدم طويلا: ففي عام 851 انفصلت ساليرنو تحت حكم سيكونولف، وبحلول نهاية هذا القرن استقلت كابوا أيضا.
ما سمي لانغوبارديا الصغرى توحدت للمرة الأخيرة من قبل الدوق باندولفو تيستا دي فيرو، الذي وسع سيطرته في جنوب إيطاليا انطلاقا من قاعدته في بينيفينتو وكابوا. قبل موته (مارس 981) منحه الإمبراطور أوتو الأول لقب دوق سبوليتو أيضا. بيد ان كلا من بنبنت وساليرنو تمردتا على ابنه ووريثه باندولف الثاني.

إمارة بنبنت كما تظهر 1000عام

شهدت العقود الأولى من القرن الحادي عشر حكم سلالستين ألمانيتين أخرى ين لجنوب إيطاليا: في عام 1022 استولى هنري الثاني على كل من كابوا وبينيفينتو، ولكنها عادت بعد فشل حصار ترويا. تكررت ذات النتائج مع كونراد الثاني عام 1038. في هذه السنوات لطالما اشتركت الدول الثلاث (بنبنت، كابوا، ساليرنو) في حروب ونزاعات محلية وهذا ما ساهم في ارتقاء النورمان من مرتزقة إلى حكام لجنوب إيطاليا بالكامل. وكان أعظمهم هو روبرتو غويسكاردي، الذي أذن له الإمبراطور هنري الثالث بغزو بنبنت عام 1047، فاستولى عليها في عام 1053، بعدما أقفل باندولف الثالث ولاندولف السادس الأبواب أمامه ثم طرد هؤلاء الأمراء من المدينة، واستدعوا بعد فشل البابا في الدفاع عنها أمام غويسكاردو. وظلت المدينة بابوية حتى بعد عام 1801.

### بنبنت البابوية
انتقلت بنبنت بسلام إلى البابوية بتنازل الإمبراطور هنري الثالث عنها للبابا لاون التاسع، في مقابل الحصول على أسقفية بامبيرغ (1077). نفذ لاندولفو الثاني أسقف بنبنت بعض الإصلاح، لكنه أيضا تحالف مع النورمان. وخلع لمدة سنتين. كانت بنبنت هي حجر الزاوية للسلطات البابوية في جنوب إيطاليا آنذاك. وقد حكمتها البابوية من خلال تعيين خوريين، يقيمان في قصر مهيب، واستمرت الإمارة تحت الهيمنة البابوية حتى عام 1806، عندما منحها نابليون لوزيره شارل موريس دو تاليران بلقب أمير ملكي. لم يستقر أو يحكم تاليران أبداً في إمارته الجديدة. وقد أعيدت بنبنت في عام 1815 إلى البابوية. وانضمنت في عام 1860 إلى الدولة الإيطاليا الموحدة.
فقد مانفريدي هوهنشتاوفن ملك صقلية حياته في عام 1266 في معركة بنبنت ضد كارلو الأول أنجو في مكان ليس بعيداً عن المدينة.

### كرة القدم
في موسم 2017/18 تأهل نادي بينيفينتو لكرة القدم إلى الدرجة الأولى من الدوري الايطالي